# Jacqueline Maquet
Pour les articles homonymes, voir Maquet (homonymie).
Jacqueline Maquet  est une femme politique française, née le 13 mai 1949 à Estrée-Blanche (Pas-de-Calais).
D'abord membre du Parti socialiste, elle est élue députée dans la première circonscription du Pas-de-Calais lors des élections législatives de 2007. Elle est réélue une première fois en 2012 dans la deuxième circonscription, puis une seconde fois en 2017, après avoir rejoint La République en marche.

## Biographie
Fille et petite-fille de mineur, elle grandit à Estrée-Blanche, dont son grand-père est maire. 
Après des études secondaires, elle entre à Pas-de-Calais Habitat en 1967. Elle gravit les échelons jusqu'à en devenir attachée, après avoir repris ses études à l'université. Elle s'occupe successivement du site d'Arras-Ouest à partir de 1972, puis de l'ensemble du secteur d'Arras en 1976. Elle y met en place le DSQ, le Développement social des quartiers.
En 1995, elle prend en charge le territoire d'Hénin-Carvin en tant que directrice. En 2002, elle revient à Arras comme directrice de mission départementale, chargée de la réorganisation des services de proximité, s'occupant de plus de 600 agents[source insuffisante]. À la suite de son élection comme députée du Pas-de-Calais, elle quitte ses fonctions en 2007. Elle siège aujourd'hui[Quand ?] au conseil d'administration du bailleur. 

## Engagement politique
Jacqueline Maquet est membre du Parti socialiste depuis 1979, elle est spécialiste des questions d'urbanisme, de logement, et des questions territoriales. 
En 1989, elle est élue conseillère municipale d'Arras, sur la liste de Léon Fatous, au bureau du disctrict. Puis, au cours de ce mandat, elle devient par la suite conseillère municipale déléguée au logement, jusqu'en 1995.
Entre 2002 et 2003, elle est conseillère municipale d'opposition à Arras et membre de la Communauté urbaine d'Arras (CUA).
En 2004, elle est élue conseillère régionale du Nord-Pas-de-Calais, poste qu'elle occupe jusqu'en 2015. C'est une partisane du non-cumul des mandats, y compris dans le temps.
Élue députée le 17 juin 2007, pour la XIIIe législature (2007-2012) dans la première circonscription du Pas-de-Calais, elle fait partie du groupe Socialiste, radical, citoyen de l'Assemblée nationale.
En 2011, elle s'est présentée comme suppléante de Jean-Pierre Defontaine aux élections cantonales (Canton d'Avesnes Le Comte).
Pour l'élection législative de 2017 dans la deuxième circonscription du Pas-de-Calais, Jacqueline Maquet décide de se représenter sous l'étiquette du parti La République en marche. Le PS l'exclut alors et investit Antoine Détourné,.

## Députée à l'Assemblée nationale
Elle est élue députée de la première circonscription du Pas-de-Calais le 17 juin 2007, en battant Philippe Rappeneau avec 52,09 % des voix, alors que ce dernier est responsable de l'UMP départementale. Elle succède ainsi à Jean-Pierre Defontaine, qui ne se représentait pas. Victime d'un cancer en début de législature, elle en fait l'une de ses thématiques.
Elle est réélue députée du Pas-de-Calais le 17 juin 2012 face à Jean-Marie Prestaux avec 59,28 %. À la suite du redécoupage électoral consécutif à la loi Marleix, elle devient députée de la deuxième circonscription du Pas-de-Calais.
Elle est réélue députée en juin 2017.
Elle est rapporteure d'un groupe de travail présidé par Michel Larive sur les conditions de travail à l'Assemblée nationale. 
Elle se présente comme une « macroniste de gauche » et se dit « déçue par la réforme des retraites ». Elle hésite à rejoindre le nouveau groupe Écologie démocratie solidarité, mais renonce, disant « [espérer] encore que les choses changeront de l’intérieur ».

## Mandats
- 18 mars 1989 - 18 juin 1995 : Conseillère municipale d'Arras
- 2001 - 2007 : Conseillère municipale d'Arras (Bureau du District, puis conseillère municipale déléguée au logement, puis conseillère communautaire à la CUA).
- 2004 - 2015 : Conseillère régionale du Nord-Pas-de-Calais
- Depuis 2007 : Députée du Pas-de-Calais

## Décorations
- Chevalière de la Légion d'honneur le 11 juillet 2025[8].